# Sindromul piriform
Sindromul piriform este o afecțiune care ar rezulta din compresia nervului sciatic în jurul mușchiului piriformis.  Simptomele pot include durere și amorțeală în fese și în jos pe picior.   Adesea, simptomele se înrăutățesc la ședere sau la alergare.
Cauzele pot include traumatisme ale mușchiului gluteal, spasme ale mușchiului piriform, variație anatomică sau o rănire cauzată de suprasolicitatre. Câteva cazuri din atletism au fost deja descrise. Diagnosticul este dificil deoarece nu există un test definitiv.  O serie de manevre de examinare fizică pot fi susținute. Imagistica medicală este de obicei normală. Alte condiții care pot apărea în mod similar includ un disc herniat . 
Tratamentul poate include:  
- evitarea activităților care cauzează simptome,  
- întinderi,  
- fizioterapie și  
- medicamente, cum ar fi AINS .  
Injectările de steroizi sau toxine botulinice pot fi utilizate la cei care nu prezintă ameliorări.  Chirurgia nu este de obicei recomandată.  Frecvența afecțiunii este necunoscută, grupuri medicale diferite susținând că aceasta este mai mult sau mai puțin comună. 

## Semne si simptome
Semnele și simptomele includ durere gluteală (în mușchii fesieri) care poate radia spre tot piciorul, înrăutățindu-se în unele poziții de ședere. 

## Fiziopatologie
Atunci când mușchiul piriform se scurtează sau apar spasme datorate traumatismului sau suprautilizării, acesta poate comprima sau strangula nervul sciatic de sub mușchi. În general, condițiile de acest tip sunt denumite "entrapare nervoasă" sau " neuropatii de entrapare"; starea specială cunoscută sub numele de sindrom piriform se referă la simptomele sciatice care nu provin din rădăcinile spinării și / sau compresia discului spinării, dar implică mușchiul piriform suprapus.
La 17% din populația presupusă ca normală, nervul sciatic trece mai degrabă prin mușchiul piriform decât sub el; cu toate acestea, la pacienții supuși unei intervenții chirurgicale pentru sindromul suspect de piriform, o asemenea anomalie a fost găsită la doar 16,2% din cazuri, ceea ce a dus la îndoieli cu privire la importanța anomaliei ca factor în sindromul piriform.                       Unii cercetători reduc importanța acestei relații în etiologia sindromului.  În mod ciudat, constatările RMN au arătat că atât hipertrofia (mărime neobișnuită), cât și atrofia (micime neobișnuită) a mușchiului piriform se corelează cu starea presupusă. 

## Diagnostic
Sindromul piriform apare atunci când nervul sciatic este comprimat sau prins de mușchiul piriform al șoldului. Acesta afectează de obicei numai un șold la un moment dat, deși ambele șolduri pot produce sindrom piriform, la un moment dat, în viața pacientului și dacă au avut o creștere semnificativă a șansei ca acesta să se repete într-un șold sau altul, se iau măsuri pentru a preveni aceasta.  
Indicațiile includ sciatica (durerea radiind în fesă, coapsa posterioară și în josul piciorului) și examinarea fizică a tensiunii în zona șanțului sciatic.  
Dacă mușchiul piriform poate fi localizat sub ceilalți mușchi gluteali, se va simți destul de net ca un cordon și va fi dureros la compresie sau la masare. Durerea este exacerbată de orice activitate care determină flexia șoldului, inclusiv ridicarea, șederea prelungită sau mersul pe jos. Diagnosticul este în mare parte clinic și este unul de excludere.  
În timpul unui examen fizic, se poate încerca întinderea piriformului iritat și comprimarea nervului sciatic, precum în testul Freiberg, în testul Pace, în  testul FABER (flexia, aducția, rotația exterioară) și testul FAIR (flexia, adducerea, rotație interioară). Condițiile de excepție includ nucleul pulposus herniat (HNP), artropatia facială, stenoza spinării și întinderea (luxația) musculară lombară.
Modalitățile diagnostice, cum ar fi scanarea CT, RMN, ultrasunete și EMG, sunt în mare parte utile în condiții de excludere. Cu toate acestea, neurografia cu rezonanță magnetică este o tehnică medicală de imagistică care poate prezenta prezența iritației nervului sciatic la nivelul crestăturii/șanțului sciatic, unde nervul trece sub mușchiul piriform. Neurografia de rezonanță magnetică este considerată "experimentală / nu este necesară din punct de vedere medical" de către unele companii de asigurări. Neurografia poate determina dacă un pacient are sau nu un nerv sciatic divizat sau un mușchi piriform divizat - acest lucru poate fi important întrucât permite injecții sau intervenții chirurgicale ghidate. Injecțiile ghidate de imagine, efectuate într-un scaner IRM deschis sau alte ghidări prin imagini în 3D, pot relaxa foarte exact musculatura piriformă în vederea testării diagnosticului. Alte metode de injectare, cum ar fi injectarea în orb, injectarea ghidată fluoroscopică, ultrasunetele sau ghidarea EMG pot funcționa, dar nu sunt la fel de fiabile și au alte dezavantaje. 

Mulți cercetători și fizioterapeuți propun strategii de prevenire care includ: 
- încălzirea înainte de activitatea fizică,  
- practicarea formei corecte de exerciții fizice,  
- întinderea și  
- antrenarea  forței,  
deși acestea sunt, în general, sugerate pentru a ajuta la tratarea sau prevenirea oricăror leziuni fizice și nu sunt specifice piriformului în abordarea lor.
Ca în cazul oricărui tip de exercițiu, se crede că încălzirea va reduce riscul de rănire în timpul flexiei sau rotației șoldului. Stretchingul mărește intervalul de mișcare, în timp ce întărirea adductorilor de șold și a abductorilor permite teoretic piriformului să tolereze mai ușor trauma.
Să menționăm totuși că, în măsura în care sindromul piriform este, de fapt, legat de durerea nervului sciatic bazat pe coloana vertebrală, "încălzirea fizică" a mușchilor de șold nu va avea niciun efect în prevenirea herniei de disc, urmată de durere de-a lungul căii sciatice. 

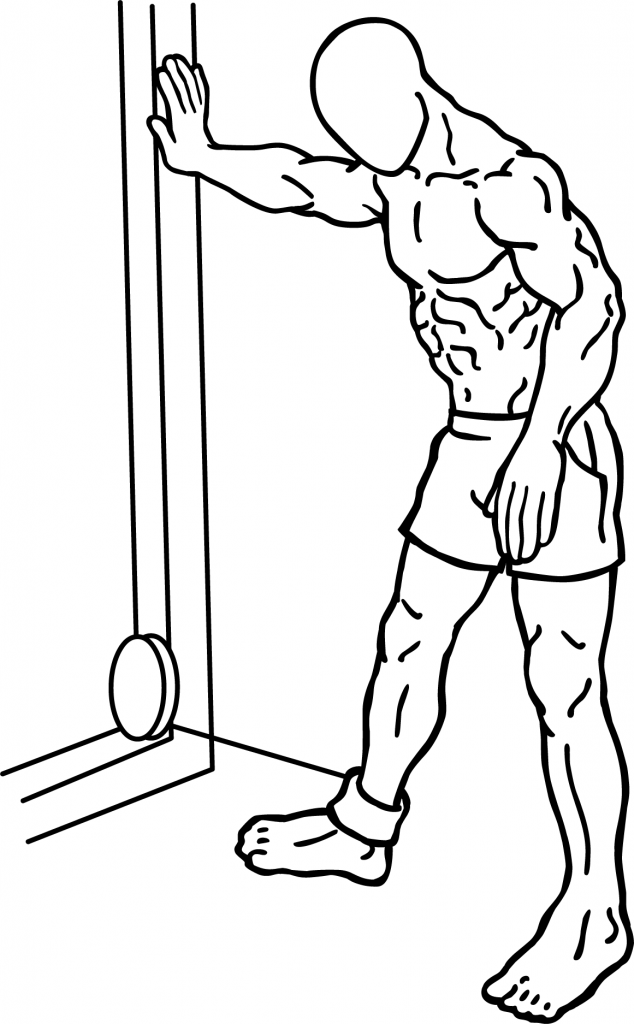
Adducția de șold este un exercițiu de întărire a mușchiului piriform. Un cablu atașat la gleznă poate fi utilizat pentru a adduce șoldul, aducând piciorul spre partea opusă a corpului. Același echipament poate fi folosit și pentru abducția șoldului, unde piciorul pornește de la piciorul opus și se mișcă în lateral, departe de corp.

## Tratament
Eliminarea imediată, deși temporară, a sindromului piriform poate fi obținută, de obicei, prin injectarea unui anestezic local în mușchiul piriform. De asemenea, ameliorarea simptomatică a durerii musculare și nervoase poate fi obținută, uneori, prin medicamente antiinflamatoare nesteroidiene și / sau relaxante musculare, deși utilizarea unor astfel de medicamente sau a unor medicamente mai puternice pe bază de prescripție medicală pentru ameliorarea sciaticei este adesea evaluată de către pacienți ca fiind în mare măsură ineficientă în ameliorarea durerii.  
Tratamentul de conservare începe, de obicei, cu exerciții de întindere, de eliberare miofascială, de masaj și de evitare a unor activități care măresc durerea, cum ar fi alergarea, ciclismul, canotajul, ridicarea de greutăți etc.  
Unii clinicieni recomandă terapie fizică intensă, inclusiv mobilizarea țesuturilor moi, mobilizarea articulațiilor șoldului, tehnici de învățare a întinderii și de întărire a mușchilor gluteus maximus, gluteus medius și a biceps femoris pentru a reduce încordarea în piriform. Tratamentul terapeutic mai avansat poate include: 
- întinderea izometrică a trohanterului pelvin,  
- întinderea izometrică a abductorului de șold,  
- exercițiile de întărire rotatorului extern și a extensorului,  
- stimularea electrică a nervului transcutanat (TENS) și  
- fizioterapia prin masajul regiunii musculare piriforme. 
Un studiu efectuat pe 14 persoane cu ceea ce părea a fi sindromul piriform a indicat că programele de reabilitare care includeau terapia fizică, doze mici de relaxante musculare și medicamente pentru ameliorarea durerii au fost eficiente pentru atenuarea durerii musculare și nervoase cauzate de ceea ce subiecții cercetării li s-au spus erau piriformis sindrom.  Cu toate acestea, deoarece acest studiu a inclus foarte puțini indivizi și nu a avut un grup de control care nu beneficiază de tratament (ambele defecte metodologice grave), nu oferă nicio perspectivă asupra faptului dacă durerea din piriformă ar fi disipată pur și simplu fără tratament, și, prin urmare, este nu numai neinformativ, ci chiar înșelătoare. Leziunea este considerată în mare măsură autolimitantă, iar recuperarea spontană este de obicei de ordinul a câteva zile sau o săptămână până la șase săptămâni sau mai mult, dacă este lăsată netratată. 